# Oleg Sîrghi
Oleg Sîrghi (Krasnojarsk, 9 luglio 1987) è un sollevatore moldavo tre volte campione europeo, che ha gareggiato nella categoria dei pesi gallo.

## Biografia
Nasce in Russia, a Krasnojarsk, ma si trasferisce presto in Moldavia. Iniziò a praticare il sollevamento pesi all'età di 10 anni e iniziò a prendere parte a competizioni internazionali giovanili nel 2001, a 14 anni. Provò diversi sport prima di scegliere il sollevamento pesi poiché il padre aveva praticato professionalmente quella disciplina.

## Carriera
Negli juniores gareggia dai mondiali di Pusan del 2005, dove giunge al nono posto, e nei senior dai mondiali di Santo Domingo del 2006. Ai campionati europei vinse tre medaglie d'oro nel 2011, 2013 e 2015 e una medaglia d'argento nel 2012, mentre agli europei del 2014 conquista la medaglia d'argento nello slancio. Partecipa inoltre alla XXVII Universiade del 2013 a Kazan', vincendo la medaglia di bronzo, e alla prima edizione dei campionati mondiali universitari di Komotini, in Grecia, nel 2008, vincendo la medaglia d'argento. Ai campionati mondiali il miglior risultato fu il 14° posto nel 2014 ad Almaty. Nel 2013 venne nominato atleta moldavo dell'anno da parte del ministro dello sport.